# Баранов, Николай Михайлович
Никола́й Миха́йлович Бара́нов (25 июля (6 августа) 1837 — 30 июля (12 августа) 1901) — генерал-лейтенант, градоначальник Санкт-Петербурга (с 21 марта по 24 августа 1881), Нижегородский военный губернатор (в 1882—1897 гг.), сенатор. Изобретатель винтовки системы Баранова образца 1869 года.

## Биография
Родился 25 июля (6 августа) 1837 года в фамильном поместье Лучкино Кологривского уезда Костромской губернии в старинной, но небогатой дворянской семье.

### Флотская карьера
По примеру отца и дяди Николай Баранов выбрал карьеру флотского офицера. Образование получил в Морском кадетском корпусе, откуда был выпущен в 1854 году. Участвовал в Крымской войне, в 1856 году произведён в первый офицерский чин. В 1858 году перешёл из военно-морского флота в «Русское общество пароходства и торговли» (РОПиТ), затем вновь вернулся во флот, возглавил модельную мастерскую Петербургского порта. В 1866—1877 годах возглавлял Морской музей, привёл его в блестящее состояние, занимался созданием военно-морских экспозиций на различных российских и международных выставках. Произвёл работы по углублению Кронштадтской гавани.
Накануне Русско-турецкой войны 1877—1878 гг. предложил, исходя из своего РОПиТовского опыта, вооружить и использовать быстроходные коммерческие суда для нападений на морские коммуникации противника. Одним из первых смог реализовать подобную идею, получив под своё командование пароход «Веста». «Веста». На этом корабле во время кампании на Чёрном море атаковал и выдержал неравный бой с турецким броненосцем «Фехти-Булен» (другая транскрипция — «Фехти-Буленд») 11 июля 1877 года, заставив более сильного неприятеля бежать. 15 июля 1877 года за отличие был награждён орденом Св. Георгия 4-й степени и затем пожалован во флигель-адъютанты.
Впоследствии, в ночь на 13 декабря 1877 года, командуя пароходом «Россия», захватил турецкий транспорт «Мерсина» с многочисленным вражеским десантом. Ценный трофей был взят на буксир и на следующий день приведён в Севастополь. На взятом судне оказалось 22 офицера и 813 солдат (большей частью новобранцев) турецкой армии, 48 пассажиров, 262 кг серебра высокой пробы и некоторое количество золота, груз продовольствия. Получил всероссийскую известность и был произведён в капитаны 1-го ранга.
Крупнейшие маринисты своего времени посвятили этим событиям свои картины.

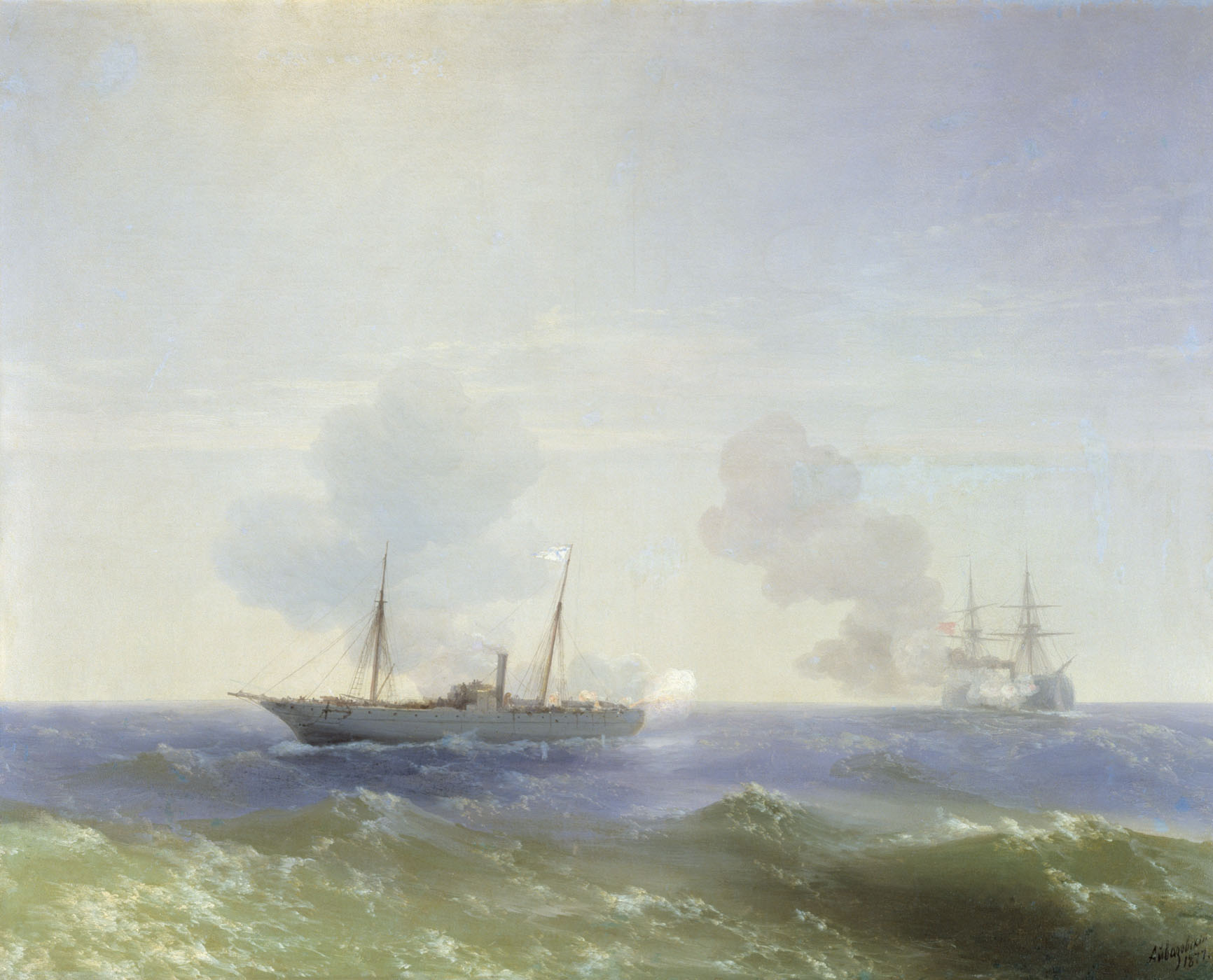
И. К. Айвазовский. Бой парохода «Веста» с турецким броненосцем «Фетхи-Буленд» в Чёрном море 11 июля 1877 года. 1887
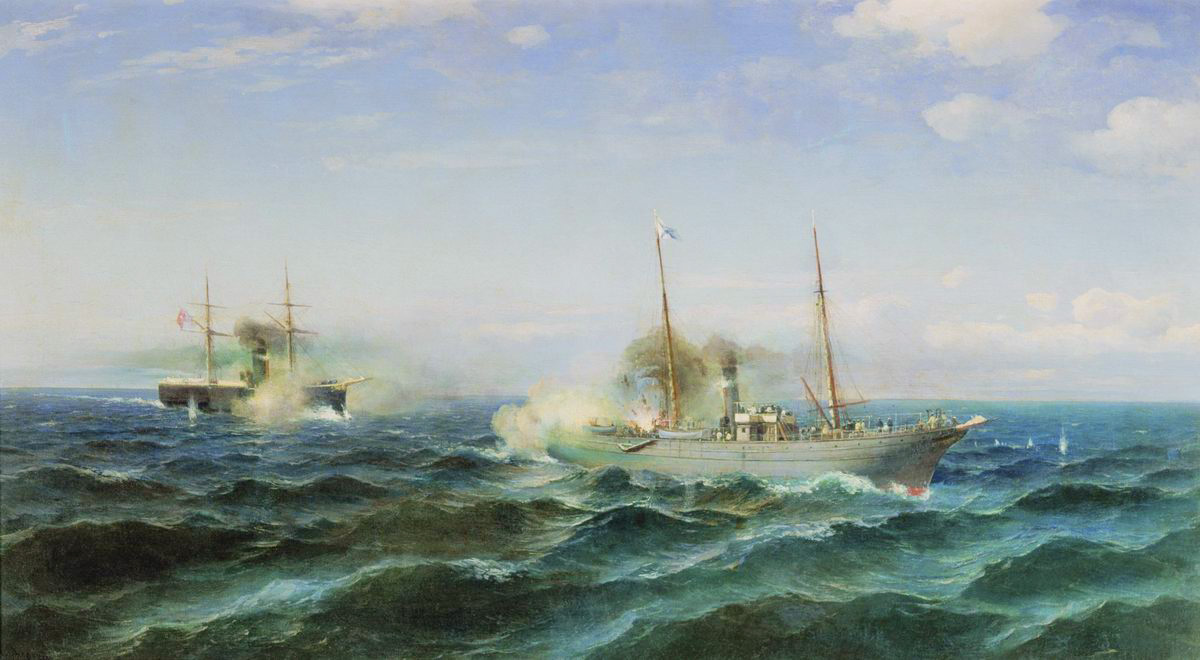
Р. Г. Судковский. Бой парохода «Веста» с турецким броненосцем «Фетхи-Буленд» в Чёрном море 11 июля 1877 года. 1881
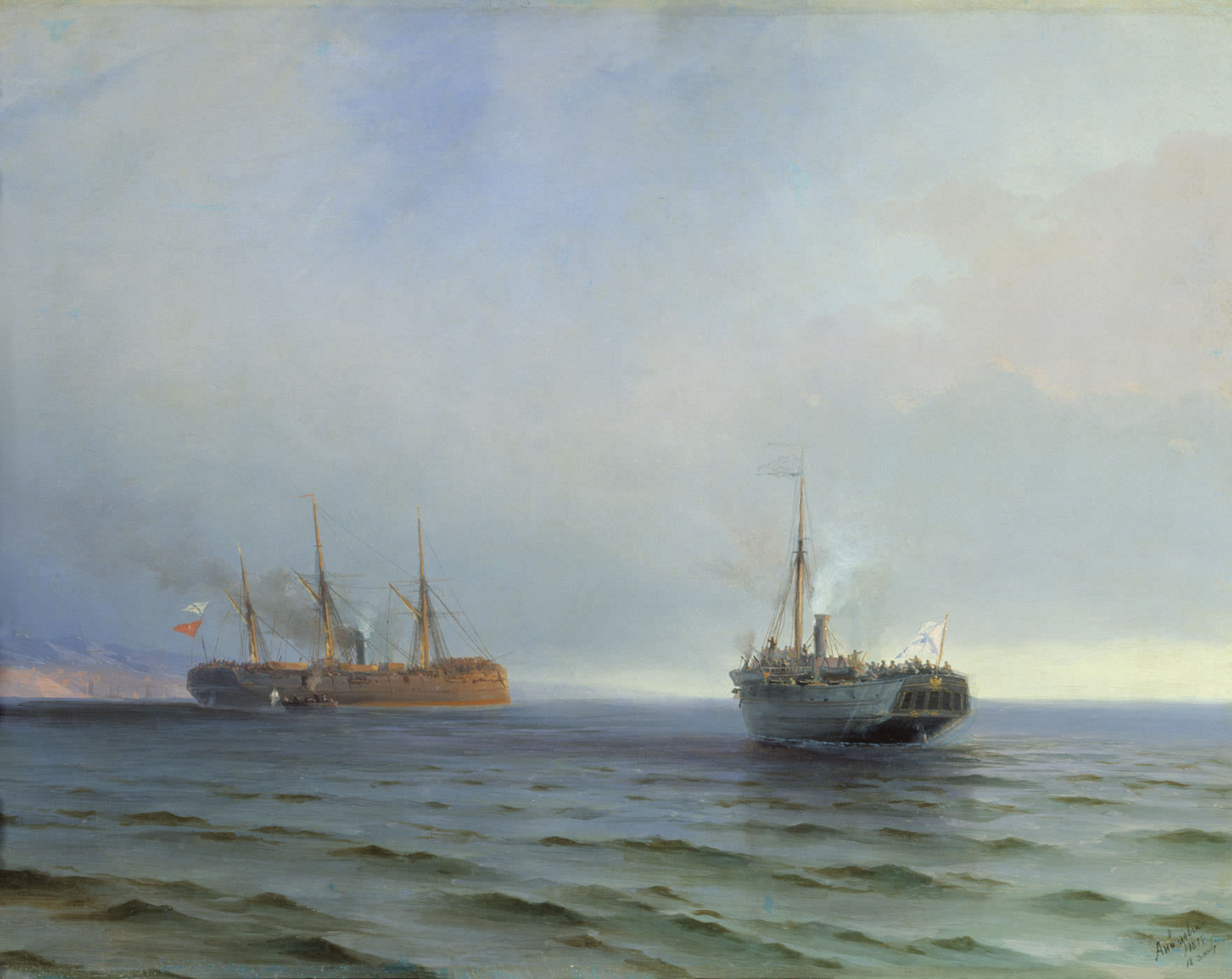
И. К. Айвазовский. Взятие пароходом «Россия» турецкого парохода «Мерсина».
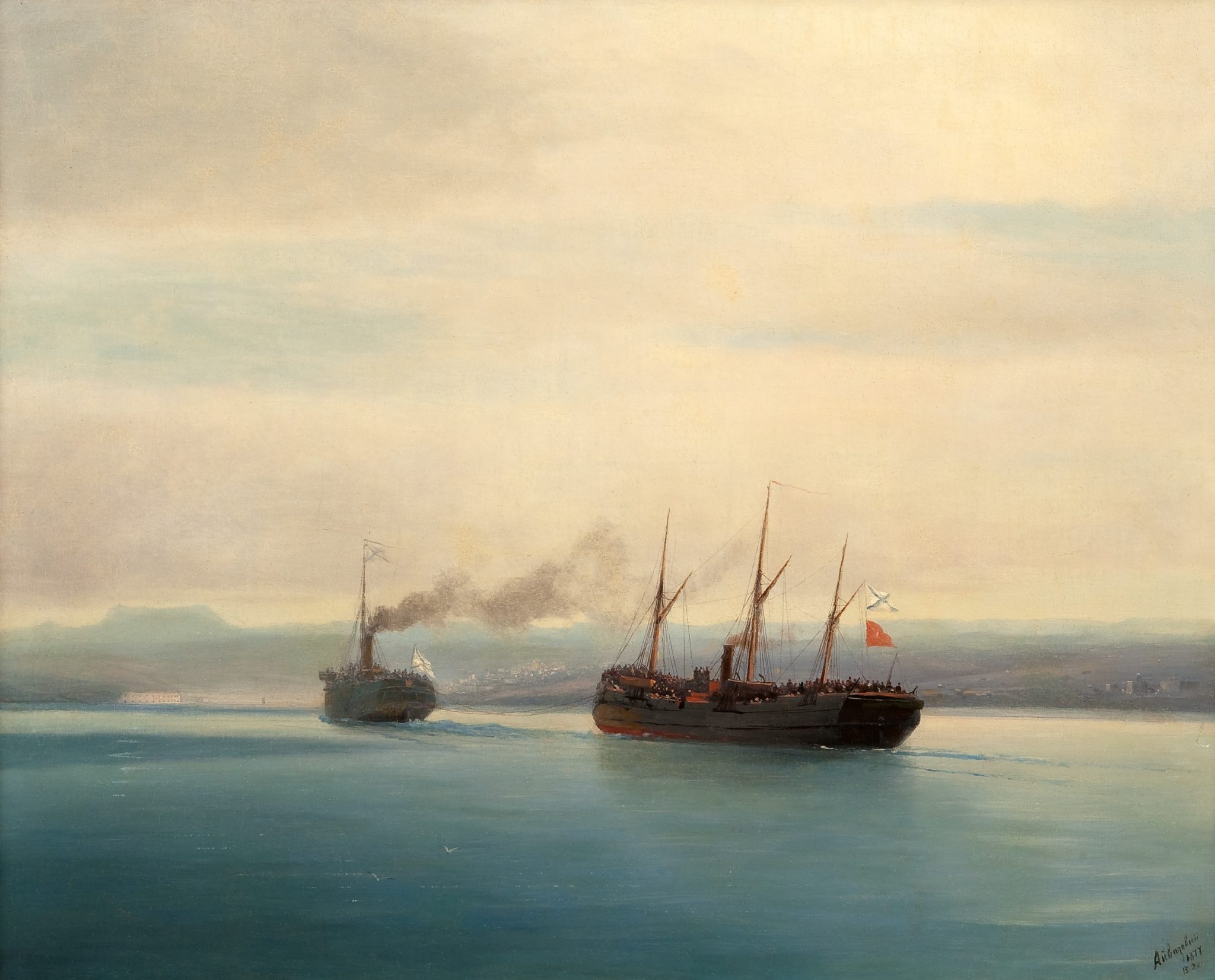
И. К. Айвазовский. «Россия» конвоирует «Мерсину»
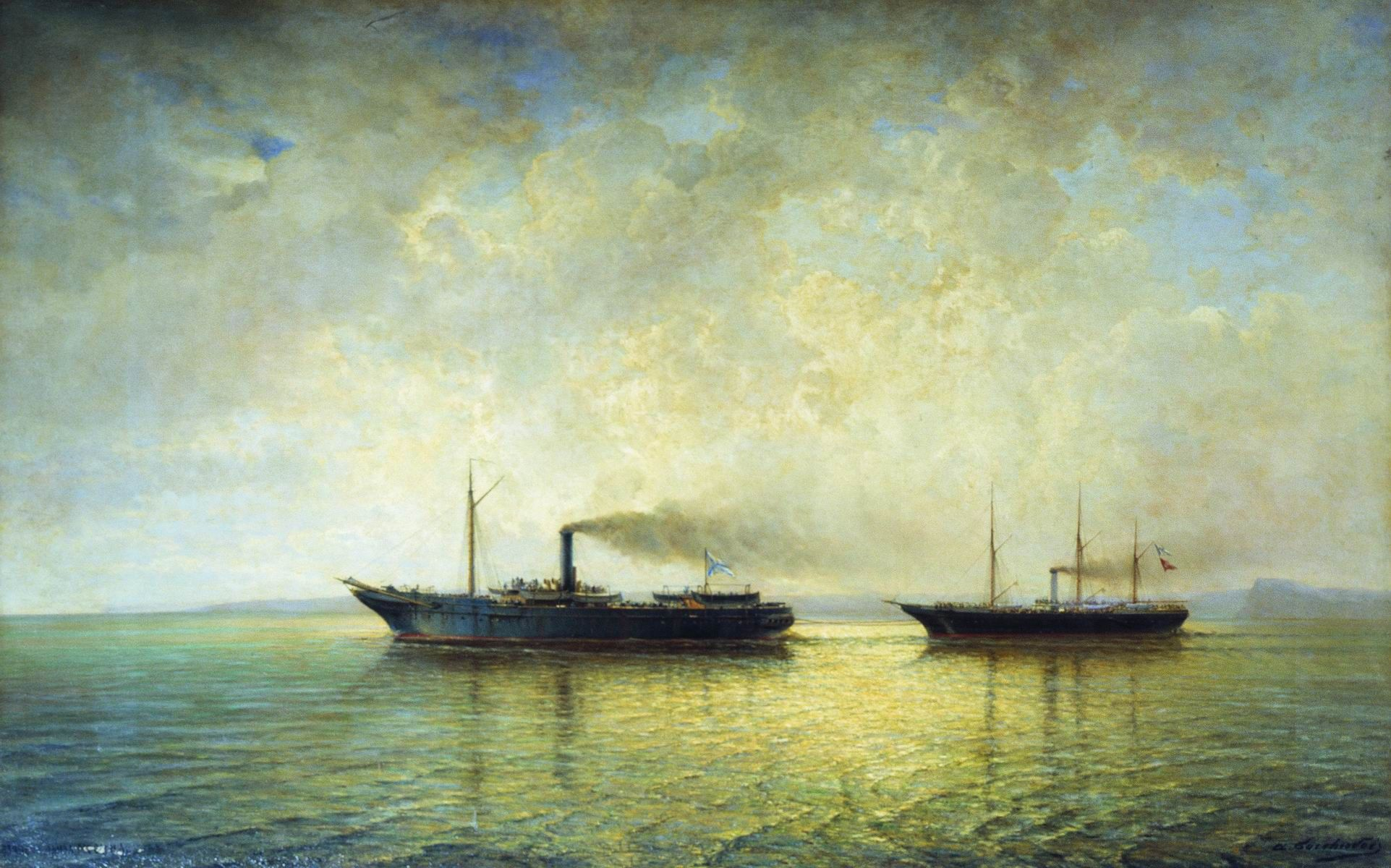
А. П. Боголюбов. Взятие вооруженным пароходом «Россия» турецкого транспорта «Мерсина» 13 декабря 1877 года. 1877

Однако вслед за этим разразился скандал: лейтенант З. П. Рожественский опубликовал статью, в которой описал бой «Весты» как «постыдное бегство» и обвинил Н. М. Баранова в преувеличении заслуг «Весты». В июле 1878 года было назначено судебное разбирательство этого эпизода, однако через год Морское министерство прекратило процесс против Рожественского, предложив Баранову судиться с лейтенантом за нанесённое оскорбление гражданским порядком. Обиженный капитан просил отставки, однако ему было отказано, после чего он подал генерал-адмиралу в. кн. Константину Николаевичу докладную записку, в которой перечислял все нанесённые ему обиды, в том числе недоплаченные призовые деньги за захват «Мерсины». Разгневанный генерал-адмирал довёл записку до сведения Александра II, после чего Баранов был предан суду «за неприличные и оскорбительные выражения», употреблённые в оной записке. В декабре 1879 года Баранов был С.-Петербургским военно-морским судом признан виновным и отставлен от службы. 14 января 1880 г. «всемилостивейше повелено считать уволенным со службы во внимание его боевым заслугам».
В Санкт-Петербурге жил на Знаменской улице, 25.

### Государственная служба
В 1880 году по ходатайству М. Т. Лорис-Меликова капитан 1-го ранга Николай Михайлович Баранов был помилован и переведён в полицию, «с переименованием в полковника», и отправлен за границу для организации надзора за русскими революционерами.
В начале 1881 года Баранов был назначен исполняющим должность губернатора Ковенской губернии.
После первомартовского цареубийства с марта по август 1881 года Баранов занимал пост петербургского градоначальника, для борьбы с террором «Народной воли». Его кандидатуру Александру III посоветовал обер-прокурор К. П. Победоносцев, писавший:

Смею ещё напомнить Вашему Величеству о Баранове. Это человек преданный вам. Я знаю, — и умеющий действовать, когда нужно.

…

Здесь в Петербурге люди найдутся авось. Завтра приедет сюда Баранов; ещё раз смею сказать, что этот человек может оказать Вашему Величеству великую службу, и я имею над ним нравственную власть.

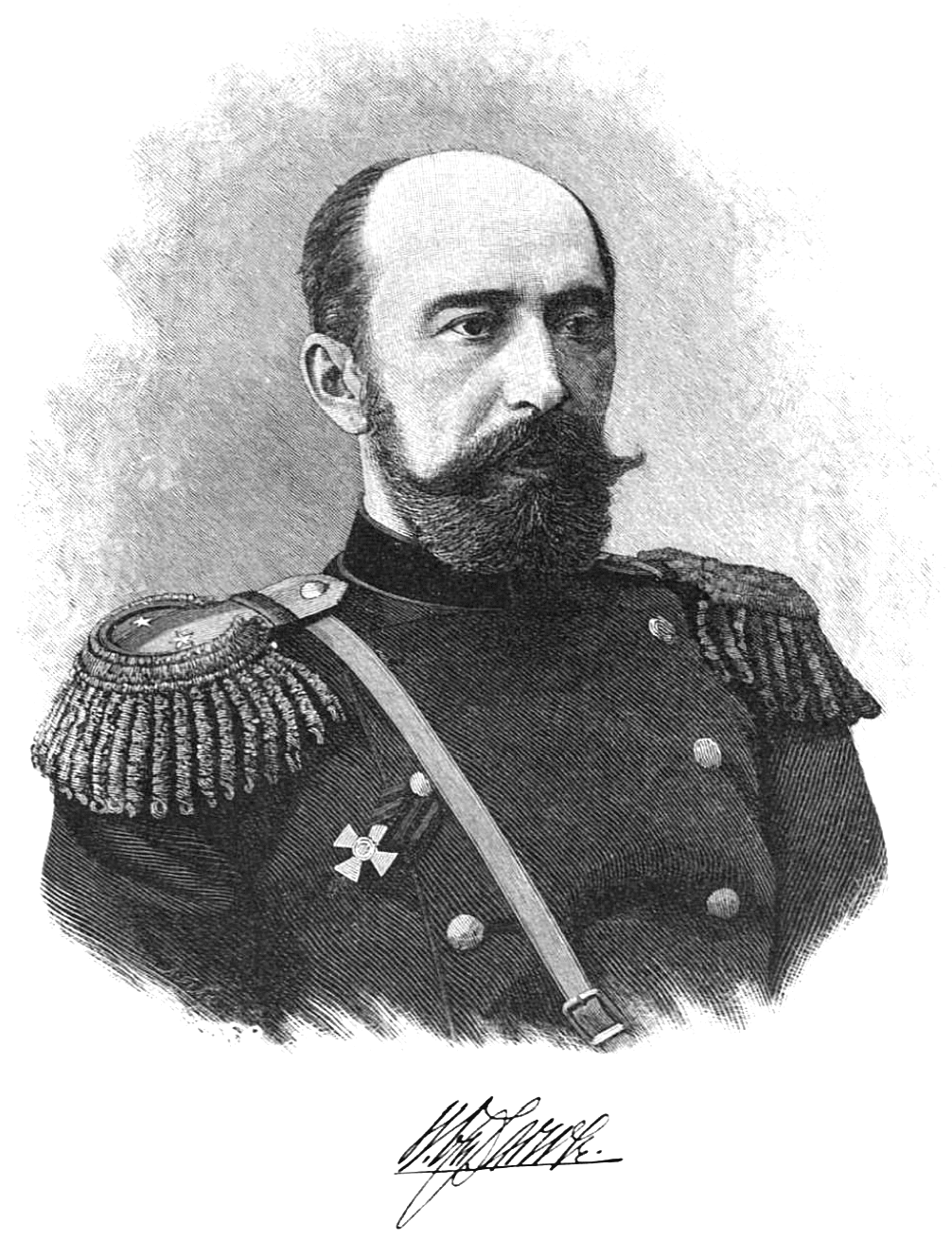
Генерал-майор Н. М. Баранов, нижегородский губернатор. Гравюра Ад. Бёме с фотографии Д. Лейбовского в Н. Новгороде (1892)

Столичная полиция совместно с жандармами арестовала всех, кто так или иначе оказался причастен к убийству императора. Пятеро главных террористов были публично казнены на Семёновском плацу, остальные получили различные сроки заключения.

Кажется, ещё по протекции будущего Императора Александра III, когда он был наследником, как раз незадолго до первого марта, Баранов был снова привлечен на службу, но уже не на морскую, а на военную; он был сделан генералом и назначен губернатором в Гродно. После Гродно, когда император Александр III вступил на престол, так как в Петербурге было в то время очень неспокойно, делались некоторые революционные выпады, то Баранова из Гродно перевели градоначальником сюда, в Петербург. Градоначальником он был очень недолго, выделывал различные фокусы и, в конце концов, не мог ужиться градоначальником, хотя ему все время очень протежировал Константин Петрович Победоносцев.
— Витте С. Ю. Воспоминания
На посту петербургского градоначальника Н. М. Баранов учредил особый выборный «совет двадцати пяти» (в публике стал известен под именем «бараньего парламента»), имевший две подкомиссии: для организации «при особе Его Величества охранной стражи» и для создания артели дворников. Была создана и специальная комиссия «о мерах против ведения подкопов» и «об определении обязанностей полиции и дворников за наружным наблюдением домов». «Бараний парламент» не дал никаких результатов и был вскоре распущен. Упразднение Временного совета состоялось в июне 1881 года.
После отставки с поста петербургского градоначальника Баранов был отправлен в Архангельскую губернию, где занимал должность губернатора до 27 июля 1882 года.

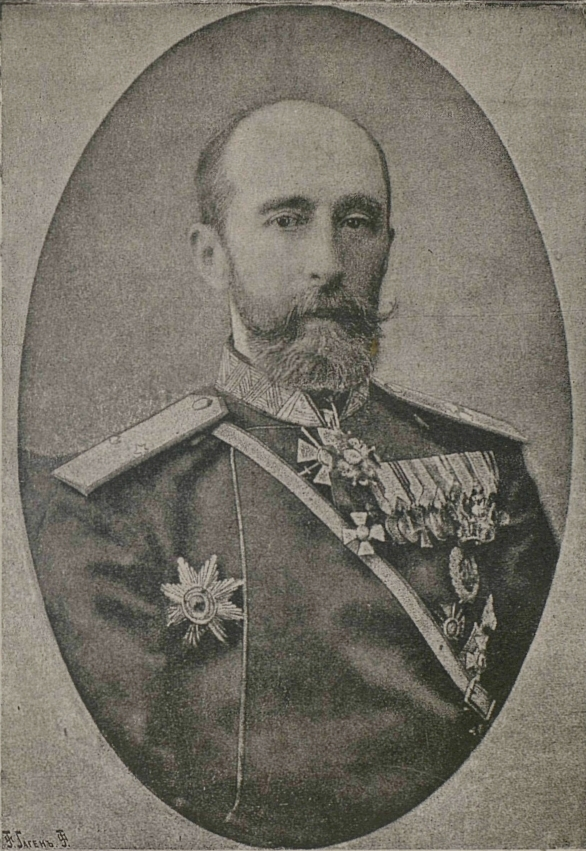
Генерал-майор Н.M. Баранов, 1892 год.

В 1882—1897 годах — нижегородский губернатор. В Нижнем Новгороде Баранова недаром звали «орлом», потому что знали: Баранов всегда брал на себя ответственность и умел защитить своих подчинённых. Последствия неурожая 1891 года он первым назвал голодом и с этим голодом боролся так, как того требовали чрезвычайные обстоятельства. Формально действуя «вне закона», Баранов спасал свою губернию. Когда в 1892 году в Нижнем Новгороде началась холерная эпидемия, Баранов с такой же решительностью, с таким же увлечением спасал Всероссийскую ярмарку не только от эпидемии, но и от связанной с нею паники. На Волге были организованы плавучие госпитали-бараки; когда же в них не хватило места, Баранов, не задумываясь, отвёл под холерный госпиталь свою резиденцию. Когда появились первые признаки холерных бунтов, Баранов отдаёт краткий приказ:

«зачинщиков повешу на глазах у всех и на месте»

Человек с железной волей в вопросах, которым он придавал государственное значение, Баранов в частной жизни был мягким и на редкость добрым человеком. Весь в долгах, закладывая собственные вещи, он помогал не только знакомым, но ещё чаще своим подчинённым. Характерной чертой Баранова было уважение к печати. Прекрасно владея пером, он выступал со статьями в периодической печати в разное время и по разным вопросам. Он настоял на том, чтобы газеты печатали точные, верные сведения о ходе эпидемии в такое время, когда в других городах эти цифры скрывались: Баранов сам верил и других умел убедить в том, что правда спасает, а ложь и обман всегда только губят.
Известный отечественный историк костромского дворянства А. А. Григоров в своём очерке о Баранове писал: «Несмотря на заслуженную популярность среди народа, Н. М. Баранов имел и немало врагов и завистников как из лагеря „левых“, видевших в нём защитника самодержавного строя и необузданного самодура, вносившего столько сумятицы в подведомственные ему учреждения, так и среди „правых“, считавших Баранова „красным“ и либералом. По-видимому, Баранов был и в самом деле редким для тогдашней России губернатором, человеком весьма широких и разнообразных дарований, принёсших много пользы».
Несмотря на беспорядочную и малорезультативную деятельность в Санкт-Петербурге в 1881 году, Баранов полностью не утратил доверия Александра III, в частности, император поддержал его мнение об отправке первой экспедиции В. Ф. Машкова в Абиссинию.
В «Военной энциклопедии» И. Д. Сытина сравниваются генерал Баранов и адмирал Макаров, почти одновременно начавшие службу на Чёрном море, оба «были тружениками, изобретателями в лучшем значении этого слова, настоящими военными людьми, рождёнными администраторами и полководцами».
В. В. Шигин в своей книге характеризует Баранова как неугомонного и бескорыстного, талантливого и конфликтного моряка, изобретателя и государственного деятеля.
Некоторые современники[кто?] считали его самодуром, интриганом, шарлатаном, но другие«кто» были убеждены, что Баранов
«своею изумительною деятельностью, неустанным трудом и разумным образом действий показал всей России наглядный пример, что может создать администратор, действительно стоящий на высоте своего назначения и постоянно пребывающий на страже интересов правительства и общества».
Умер 30 июля (12 августа) 1901 года на немецком морском курорте Гунгербурге. Был похоронен в Петербурге на кладбище Новодевичьего монастыря; могила утрачена. В официальном некрологе по случаю было указано: «Баранов был не прожектёр, а исполнитель, и верил в человека, в русского человека». Внук, Н. В. Воронович, посвятил деду несколько глав в своих мемуарах.

### Военные чины
- В службу вступил (01.05.1854)[10]
- Мичман (14.05.1856)
- Лейтенант флота (17.04.1862)
- Капитан-лейтенант (28.03.1871)
- Капитан 2-го ранга (15.06.1877)
- Полковник (20.04.1880)
- Генерал-майор (24.04.1888)
- Генерал-лейтенант (30.08.1893)

### Награды
российские:
- Орден Святого Станислава 3 ст. (1863)[10]
- Орден Святой Анны 3 ст. (1866)
- Орден Святого Станислава 2 ст. (1868)
- Орден Святого Владимира 4 ст. (1869)
- Императорская корона к ордену Святого Станислава 2 ст. (1872)
- Орден Святой Анны 2 ст. (1874)
- Орден Святого Георгия 4 ст. (1877)
- Орден Святого Станислава 1 ст. (1882)
- Орден Святой Анны 1 ст. (1885)
- Орден Святого Владимира 2 ст. (1888)
- Орден Белого Орла (1895)

иностранные:
- Португальский Орден Башни и Меча (1857)
- Австрийский Орден Железной короны 2 ст. (1873)
- Черногорский Орден Данило I 3 ст. (1873)
- Мекленбург-Шверинский Крест за военные заслуги[нем.] (1878)
- Прусский Орден Красного Орла 2 ст. (1878)
- Персидский Орден Льва и Солнца 2 ст. (1878)
- Сербский Орден Таковского креста 2 ст. (1881)
- Черногорский Орден Данило I 2 ст. (1881)
- Персидский Орден Льва и Солнца 1 ст. (1881)
- Австрийский Орден Железной короны 1 ст. (1896)

## Память
В память Н. М. Баранова один из эскадренных миноносцев Черноморского императорского флота носил имя «Капитан-лейтенант Баранов» (спущен на воду в 1907 году, 18 июня 1918 года затоплен экипажем в новороссийской бухте.